# Ferreiros, Prozelo e Besteiros
Ferreiros, Prozelo e Besteiros (oficialmente: União das Freguesias de Ferreiros, Prozelo e Besteiros) é uma freguesia portuguesa do município de Amares, com 7,34 km² de área e 4728 habitantes (censo de 2021). A sua densidade populacional é 644,1 hab./km².

## História
Foi constituída em 2013, no âmbito de uma reforma administrativa nacional, pela agregação das antigas freguesias de Ferreiros, Prozelo e Besteiros.
Esta agregação acabou com uma das particularidades do concelho de Amares: o facto de até aí ter tido uma das poucas freguesias portuguesas territorialmente descontínuas (Prozelo).

Antigas freguesias que deram origem à União das Freguesias de Ferreiros, Prozelo e Besteiros (Amares).

## Demografia
A população registada nos censos foi:
| Distribuição da População por Grupos Etários | Distribuição da População por Grupos Etários | Distribuição da População por Grupos Etários | Distribuição da População por Grupos Etários | Distribuição da População por Grupos Etários | Distribuição da População por Grupos Etários |
| -------------------------------------------- | -------------------------------------------- | -------------------------------------------- | -------------------------------------------- | -------------------------------------------- | -------------------------------------------- |
| Antes da agregação                           |                                              |                                              |                                              |                                              |                                              |
| Ano                                          | 0-14 anos                                    | 15-24 anos                                   | 25-64 anos                                   | >= 65 anos                                   | Total                                        |
| 2001                                         | 812                                          | 703                                          | 2110                                         | 522                                          | 4147                                         |
| 2011                                         | 843                                          | 554                                          | 2514                                         | 662                                          | 4573                                         |
| Após a agregação                             |                                              |                                              |                                              |                                              |                                              |
| Ano                                          | 0-14 anos                                    | 15-24 anos                                   | 25-64 anos                                   | >= 65 anos                                   | Total                                        |
| 2021                                         | 708                                          | 559                                          | 2625                                         | 836                                          | 4728                                         |